# Katiusja (raketartilleri)
Katiusja (ryska: Катюша), i folkmun även Stalinorgeln, var ett sovjetiskt raketartillerisystem under andra världskriget. Det ryska namnet Katiusja kommer från sången med samma namn.

## Konstruktion

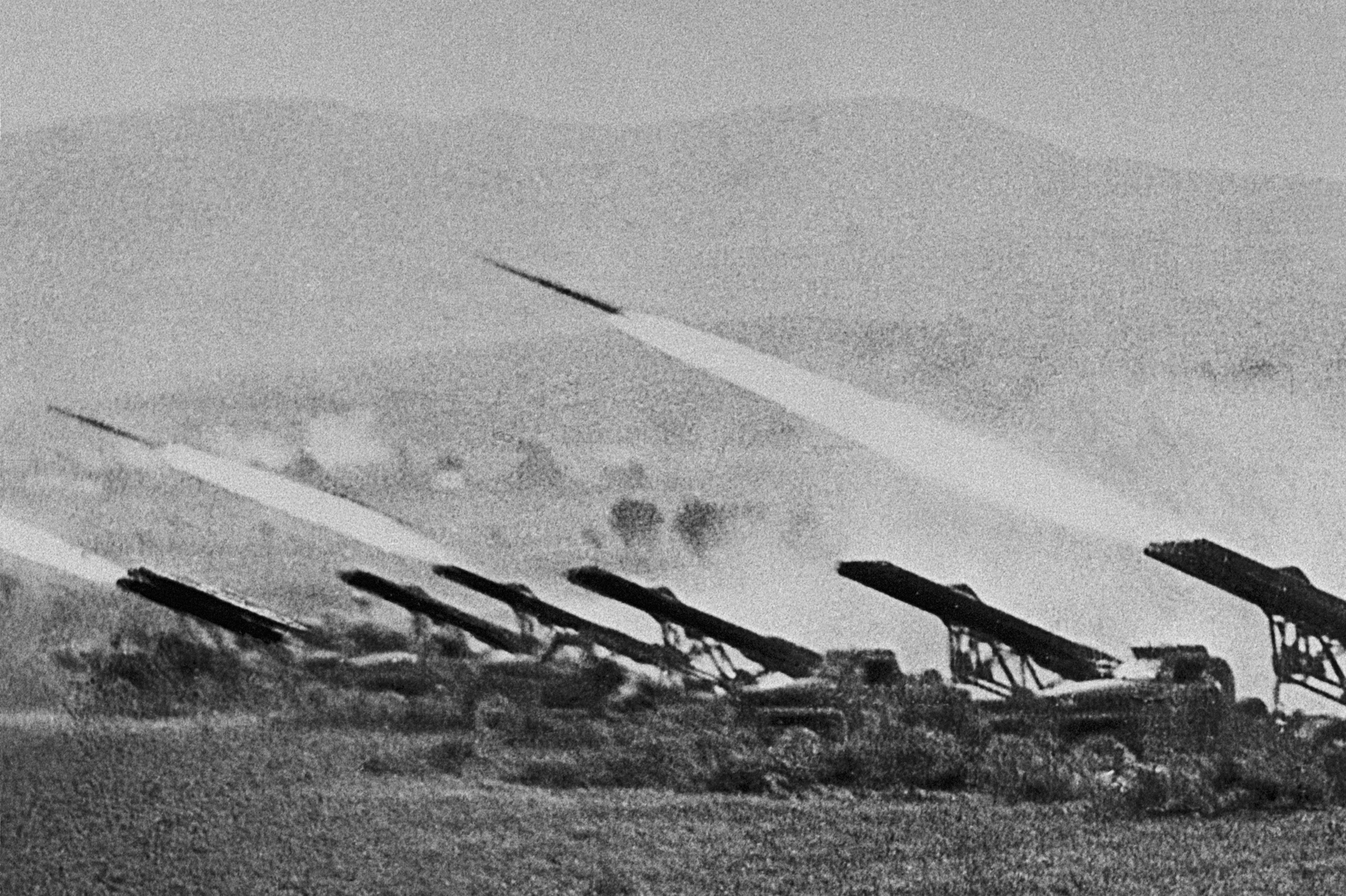
Ett Katiusja-batteri avfyrar raketer under slaget om Stalingrad, oktober 1942.

Systemet bestod i grund och botten av en avfyrningsramp som var lätt att montera på till exempel en lastbil. Av tyskarna fick vapnet tillnamnet Stalinorgel. När vapnet avfyras hördes ett fruktansvärt ylande. Katiusja hade en enradig raketramp. En efterföljande variant av vapnet är BM-21 Grad, som är en flerradig avfyrningsramp.

## Modern journalistisk terminologi
Katiusja användes även som benämning i nyhetsmedia för olika typer av raketartilleri som till exempel vapen av iransk tillverkning som Hizbollah använde i Israel-Libanon-krisen 2006.